# Jaspis lutea
Jaspis lutea är en svampdjursart som först beskrevs av Carter 1886.  Jaspis lutea ingår i släktet Jaspis och familjen Ancorinidae. Inga underarter finns listade i Catalogue of Life.